# Nicolaj Bo Larsen
Nicolaj Bo Larsen (Roskilde, 10 novembre 1971) è un ex ciclista su strada danese.
Professionista dal 1996 al 2002, vinse una tappa al Giro d'Italia e due campionati nazionali.

## Carriera
Da dilettante vinse una tappa alla Milk Race nel 1993 e una tappa al Grand Prix Tell nel 1995; partecipò ai mondiali del 1995. I principali successi da professionista furono una tappa al Giro d'Italia 1996, due campionati danesi (1997 e 1999), due edizioni della Fyn Rundt (1999 e 2001), una tappa al Tour Down Under, una tappa al Postgirot Open e due tappe all'Herald Sun Tour nel 1999. Partecipò a tre edizioni del Giro d'Italia, due del Tour de France e due campionati del mondo.

## Palmarès
- 1992

Dijon-Auxonne-Dijon
- 1993

2ª tappa Milk Race (Eastbourne > Portsmouth)
- 1995

2ª tappa Grand Prix Tell
- 1996

17ª tappa Giro d'Italia (Losanna > Biella)
- 1997

Campionati danesi, Prova in linea (Køge)
- 1999

1ª tappa Tour Down Under (Adelaide > Adelaide)
Fyn Rundt
4ª tappa Postgirot Open (Jönköping > Halmstad)
Campionati danesi, Prova in linea (Ringsted)
2ª tappa, 1ª semitappa Herald Sun Tour
7ª tappa Herald Sun Tour
- 2001

Danish Post Cup
Fyn Rundt

### Altri successi
- 1999

Campionati danesi, Cronosquadre (con Jesper Skibby e Micheal Steen Nielsen)
- 2000

Campionati danesi, Cronosquadre (con Jesper Skibby e Jakob Piil)

## Piazzamenti

### Grandi Giri
- Giro d'Italia

1996: 27º
1997: ritirato (19ª tappa)
1998: ritirato (17ª tappa)
- Tour de France

2000: 99º
2001: ritirato (10ª tappa)

### Classiche monumento
- Milano-Sanremo

1996: 175º
1998: 91º
2001: 124º
- Giro delle Fiandre

1998: 54º
2002: 48º
- Parigi-Roubaix

1999: 34º
2001: 33º
- Liegi-Bastogne-Liegi

2001: 65º

### Competizioni mondiali
- Campionato del mondo su strada

Duitama 1995 - In linea Dilettanti: 6º
Lugano 1996 - In linea Elite: ritirato
San Sebastián 1997 - In linea Elite: ritirato